# Croatiella integrifolia
Croatiella integrifolia là một loài thực vật có hoa trong họ Ráy (Araceae). Loài này được (Madison) E.G.Gonç. mô tả khoa học đầu tiên năm 2005.